# 郭榮 (蒲城郡公)
郭榮（547年—614年），字長榮，华阴人，自稱祖籍太原（今山西太原西南）。
父郭徽與宇文邕、楊堅有舊。郭榮“容貌魁岸，外疏內密”，北周時，官中外海水曹參軍。隋大業初年（605年）隋煬帝嗣位，任武侯紹綺將軍、左侯衛將軍、銀青光祿大夫。大業八年（612年）參加伐高麗之役，以功進位左光祿大夫。九年拜右侯衛大將軍。大業十年（614年），病逝懷遠鎮（今河北懷遠縣），享年六十八。
长子郭敬善，某丞、玉山监。次子郭福善，某府蕃部郎中。
郭荣叔父郭進，為郭子儀的六世祖。

## 延伸阅读
[在维基数据编辑]
 《隋書·卷50》，出自魏徵《隋书》